# Place du Salin
Allée Gisèle-Halimi
Pour les articles homonymes, voir Salin.
La place du Salin (en occitan : plaça del Salin) est une voie de Toulouse, chef-lieu de la région Occitanie, dans le Midi de la France. Elle est traversée du sud au nord par l'allée Gisèle-Halimi (en occitan : alèia Gisèle Halimi).

## Situation et accès

### Description
La place du Salin allée Gisèle-Halimi sont deux voies publiques. Elles se situent à la limite entre les quartiers des Carmes et de Saint-Étienne, dans le secteur 1 - Centre.
La place du Salin forme un quadrilatère arboré de 8 140 m², dont le no 1 se situe à la jonction de la rue du Languedoc et de la grande-rue Nazareth au nord-est de la place. Elle reçoit sur son flanc est la rue des Azes, et donne naissance au sud-est à la rue des Fleurs. Le flanc sud est entièrement occupé par le Palais de justice. Au sud-ouest, elle est prolongée par la place du Parlement et donne naissance à ce niveau à la rue de la Fonderie. Son coin nord-ouest donne naissance à la rue Pharaon. Le côté nord de la place est occupé par le temple du Salin, bordé par l'impasse de la Trésorerie.
La chaussée compte une voie de circulation automobile dans chaque sens. Elle appartient à une zone de rencontre et la vitesse y est limitée à 20 km/h. Enfin, chaque voie est également bordée par une bande cyclable.

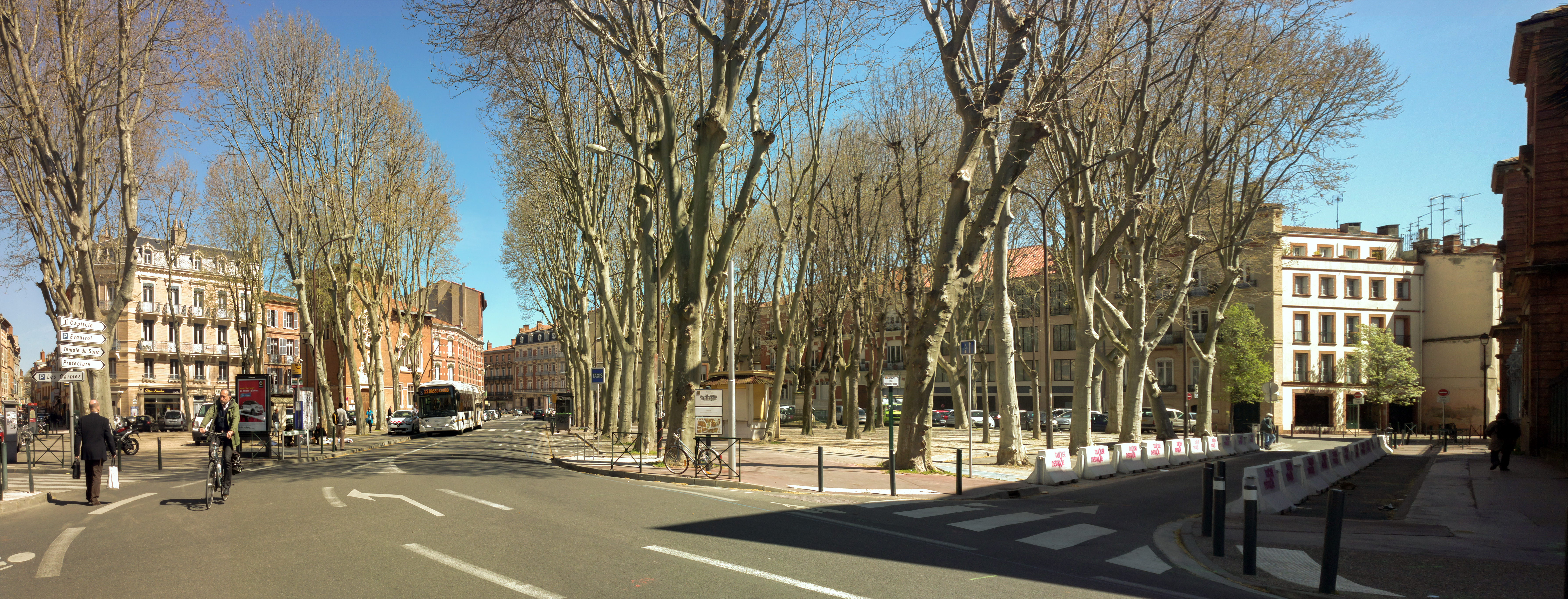
Vue de la place depuis la place du Parlement..

### Voies rencontrées
La place du Salin rencontre les voies suivantes, dans l'ordre des numéros croissants :
1. Rue des Fleurs
2. Rue des Azes
3. Rue du Languedoc
4. Impasse de la Trésorerie
5. Rue Pharaon
6. Place du Parlement

### Transports
La place du Salin est traversée et desservie par la navette Ville. Elle se trouve par ailleurs à proximité de la station Palais-de-Justice de la ligne de métro , près de laquelle se trouvent également le terminus de la ligne de tramway  et les arrêts des lignes de bus 4466.
Plusieurs stations de vélos en libre-service VélôToulouse se trouvent sur la place ou dans les rues voisines : les stations no 47 (12 rue du Languedoc), no 48 (18 place du Salin) et no 68 (1 bis allées Jules-Guesde).

## Odonymie
La place du Salin doit son nom au Salin royal, où se tenaient les agents royaux du Salin et l'entrepôt du sel, et où se faisait la perception du droit sur le sel. Ce nom se rencontrait déjà au XIIe siècle, où le quartier de la place du Salin était alors déjà désigné comme la sauveté du Salin (Salvatoris de Salis en latin). En 1794, pendant la Révolution française, on lui donna le nom de place de la Carmagnole, en référence à une célèbre chanson révolutionnaire de 1792, mais ce nom ne fut pas conservé.
La place du Salin actuelle, profondément réaménagée au cours du XIXe siècle, a de plus absorbé la place du Palais. Cette petite place était bordée au sud par l'actuel Palais de justice, d'où lui venait son nom. Elle était dominée, à l'est, par l'hôtel de la Monnaie (emplacement des actuels no 12 à 16 bis), qui lui donna également son nom.
En 2010, par décision du conseil municipal du 26 novembre 2010, l'angle ouest de la place est nommé espace Giulio-Cesare-Vanini, en l'honneur de Giulio Cesare Vanini (1585-1619), philosophe et libre-penseur italien condamné et exécuté par le Parlement de Toulouse. En 2021, à la suite de l'achèvement des travaux de réfection de la place, la voie de circulation automobile est renommée allée Gisèle-Halimi, en l'honneur de l'avocate et femme politique Gisèle Halimi (1927-2020).

## Histoire

### Moyen Âge et période moderne
Au Moyen Âge, la place du Salin est l'une des plus importantes de la ville. Elle occupe pourtant un espace relativement restreint, d'environ 3 500 m2, entre la petite place du Boucail, au carrefour de la rue des Toulousains (actuelle rue de la Fonderie) et de la rue de l'Inquisition (actuel côté ouest de la place du Parlement), à l'ouest, et la place Saint-Barthélémy, simple parvis de l'église Saint-Barthélémy, à l'est (partie sud de l'actuelle rue du Languedoc). Elle est dominée, au nord, par les bâtiments de la Maison du roi, aménagée vers 1272. Elle est fermée, au sud, par un moulon de maisons en corondage, qui la séparent de la place de la Viguerie. Cette place, d'environ 1 000 m2, s'étend devant le château Narbonnais, occupé à partir du XIIIe siècle par les officiers royaux, particulièrement la sénéchaussée et la viguerie. À l'est, à l'entrée de la rue des Fleurs, se trouve également la Maison de la Monnaie, où est frappée la monnaie toulousaine.
La population du quartier est mélangée : parlementaires, avocats, gens de la Monnaie, apothicaires et marchands voisinent avec des artisans de tous métiers. On y trouve aussi les Boucheries de la ville, les Bancs de la Salvetat (emplacement de l'actuel no 19), qui ont issue sur la place du Salin et dans la rue des Toulousains (actuel no 6 rue de la Fonderie). En 1782, ces boucheries sont affectées à un Corps de garde.
Les grandes manifestations populaires s'y déroulent, les cortèges royaux s'y arrêtent, et le Parlement et ses multiples cours de justice, la Monnaie, la sénéchaussée, le voisinage des moulins du Château et le Salin y attirent les habitants de la ville et du gardiage. C'est là que se tiennent les grands marchés et les foires annuelles. Charlatans, jongleurs, comédiens, baladins, danseuses de corde, montreurs d'animaux et bateleurs y attirent une foule nombreuse.
C'est aussi sur cette place que se faisaient la plupart des exécutions ordonnées par le Parlement ou l'Inquisition, bûchers, pendaisons ou supplice de la roue. Jean de Caturce y fut exécuté en 1532. Giulio Cesare Vanini est brûlé sur le bûcher le samedi 9 février 1619, la veille d'un ballet donné par le duc Henri de Montmorency en l'honneur du mariage de Christine de France, sœur du roi Louis XIII, avec Victor-Amédée, fils et héritier du prince de Piémont. En 1762, le pasteur François Rochette y est pendu et les trois frères de Grenier, gentilhomme protestants, décapités.

### Époque contemporaine
En 1931, l'architecte de la ville, Jean Montariol, réalise un kiosque hexagonal, de style Art Déco, similaire à ceux des allées du Président-Franklin-Roosevelt. Il est loué à un marchand de fleurs et de journaux.
La place est aujourd'hui le lieu d'un marché de plein vent alimentaire, mais aussi un marché aux livres, qui se tiennent tous les mardis et les vendredis. Elle est aussi, depuis 1983, un lieu de rencontre des équipes du Secours populaire pour les personnes en grande précarité
En 2004, dans le cadre des travaux de rénovation du Palais de justice, il est prévu de démolir le kiosque de Montariol, mais il est finalement épargné. À nouveau menacé en 2014, il est finalement prévu de le rénover. En effet, en juillet 2018, les travaux de réaménagement et de semi-piétonisation sont engagés afin de transformer profondément la place afin de mettre en valeur le patrimoine, suivant le projet de l'architecte catalan Joan Busquets,.

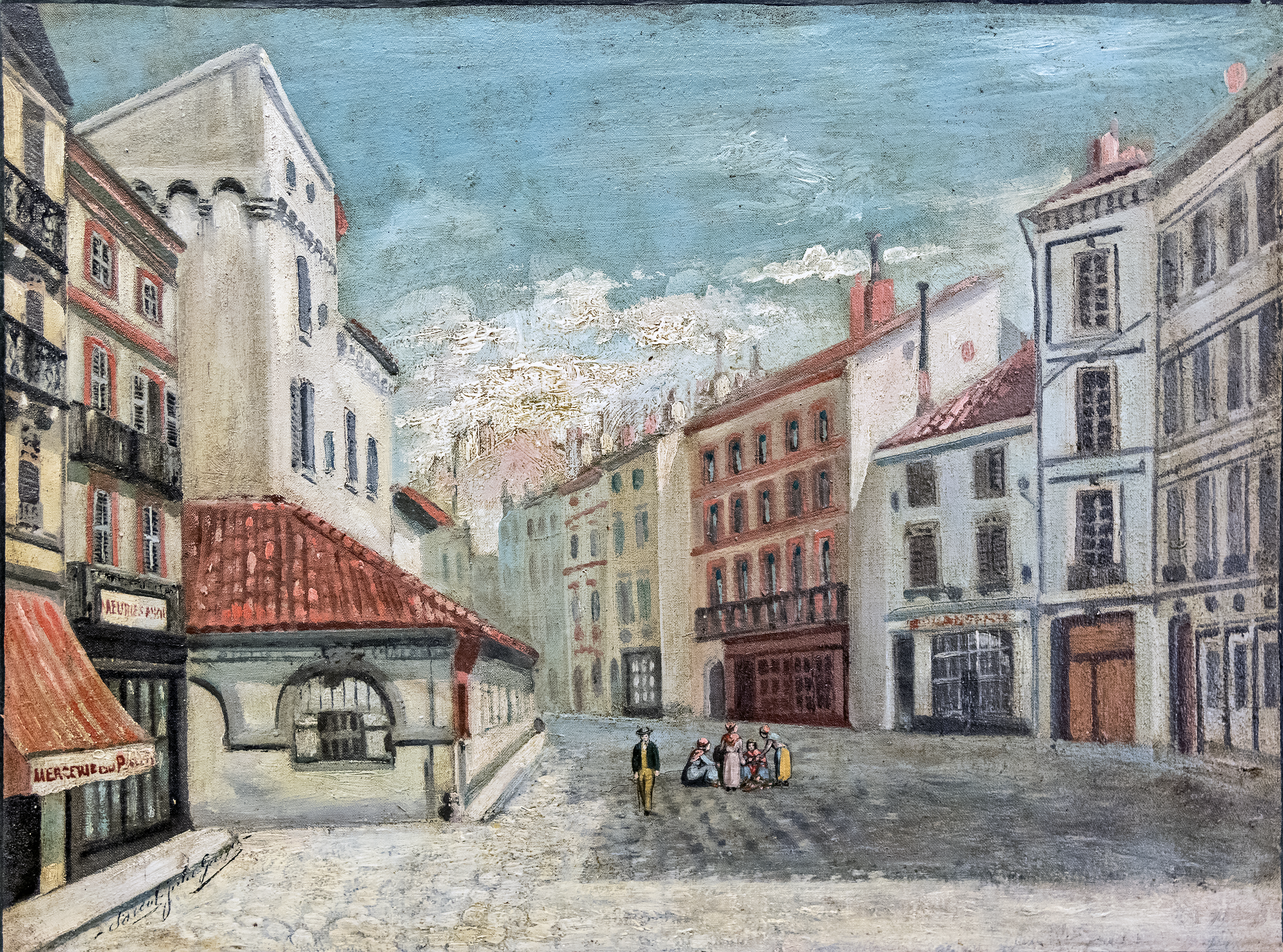
Jules Georges Savent, La Trésorerie du Salin, musée du Vieux Toulouse.
Eugène Trutat, La rue de la Fonderie et la rue Pharaon, muséum de Toulouse.
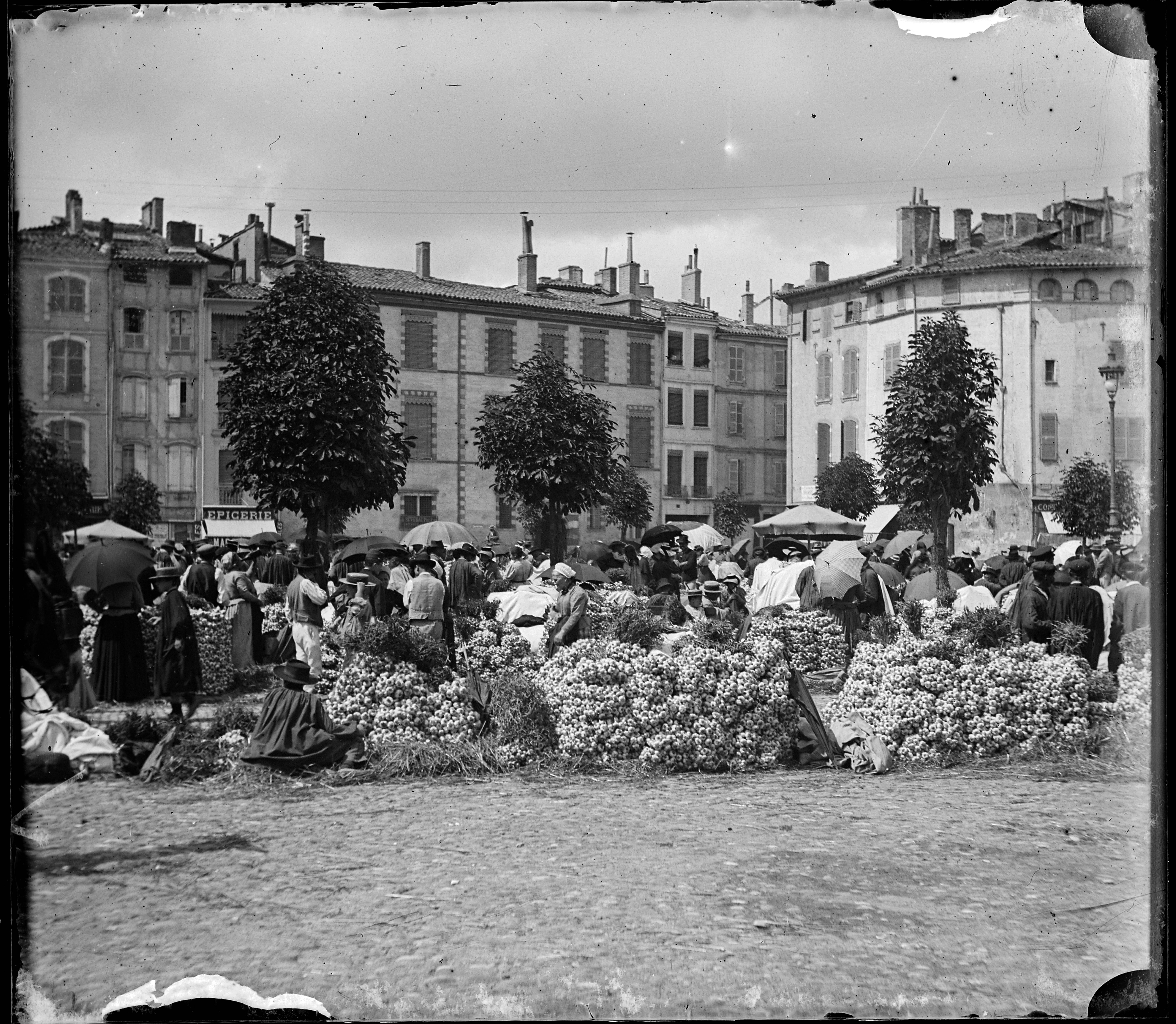
Eugène Trutat, Marché à l'ail 24 août 1899, muséum de Toulouse.
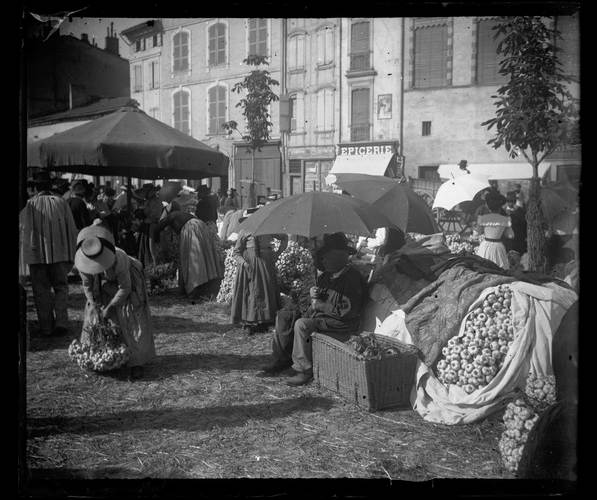
Eugène Trutat, Marché à l'ail 24 août 1899, muséum de Toulouse.

## Patrimoine et lieux d'intérêt

### Palais de justice
no  10 :  Inscrit MH (1994, Cour d'Appel : façades et toitures de la cour d'honneur, façade sur jardin de l' aile de la Première Présidence, façade sur cour et toitures de la Première Chambre, salle des pas perdus et grand escalier ; Cour d' Assises ; Tribunal de Grande Instance : façades et toitures) et  Classé MH (1999, Cour d'Appel : Première grande Chambre ; Salon Doré ; Salon d' Hercule ; vestibule de la Troisième Chambre).
Emplacement de la Porte narbonnaise ; emplacement du Château narbonnais ; emplacement du Parlement ; Palais de justice.

### Temple protestant du Salin
no  15 ter :  Classé MH (1990, ancienne trésorerie royale) et  Patrimoine XXe siècle.
La trésorerie royale est édifiée vers 1272, lors du rattachement du comté de Toulouse pour accueillir le siège de la gestion du domaine royal. En 1542, à la suite de l'édit de Cognac, une trésorerie de France occupe le lieu. Entre 1909 et 1911, un temple protestant est construit dans le style néogothique et historiciste sur les plans de Léon Daures, architecte du département du Tarn, tout en conservant les vestiges de l'ancienne trésorerie. Il est l'objet de vives critiques de la part de l'association des Toulousains de Toulouse, qui accusent l'architecte d'avoir dénaturé un des plus anciens bâtiments de la ville.
La façade sur la place du Salin se compose de deux corps de bâtiment. Le plus élevé, à gauche, correspond à une ancienne tour. Au rez-de-chaussée s'ouvre un portail avec ébrasements à ressauts formés de colonnes et voussures. Un gable et des choux frisés ornent l'ensemble. Au-dessus s'ouvre une rosace. Le deuxième corps de bâtiment, à droite, a également été rehaussé. Il est percé au rez-de-chaussée de fenêtres à meneaux et, à l'étage, de fenêtres en arc brisé. Les élévations sont couronnées par de faux mâchicoulis et de créneaux. L'intérieur est largement éclairé par les ouvertures. Les vitraux sont dus au maître-verrier Calmels,.

### Immeubles
- no  16 : immeuble. 
L'immeuble est construit à l'angle de la place du Parlement. Les deux pans de l'immeuble sur la place du Parlement sont datés du XVIe siècle, tandis que la façade sur la place du Salin est reconstruite entièrement en brique en 1647. Le rez-de-chaussée est ouvert par une grande arcade de boutique en plein cintre, en brique et pierre alternées, une étroite fenêtre en plein cintre moulurée et en pierre, et une porte au linteau de bois. Le niveau de comble est percé de mirandes[15].

- no  18 : immeuble. 
L'immeuble est construit probablement au XVIe siècle. Le rez-de-chaussée est maçonné en brique, est ouvert par une grande arcade de boutique. Aux étages, le pan de bois est à grille, hourdé de brique. Les fenêtres sont segmentaires et ont des appuis moulurés[16].

- no  19 : immeuble. 
L'immeuble, de style classique, élevé au XVIIIe siècle, développe une façade symétrique, large de quatre travées. Aux deux premiers étages, les fenêtres ont des pierres de gond en pierre et des garde-corps en fer forgé aux motifs géométriques[17].

- no  20-21 : immeuble. 
L'immeuble, de style classique, est construit au XVIIIe siècle. Au rez-de-chaussée, la porte principale est centrale, surmontée d'une imposte en fer forgé. Elle est encadrée, à gauche, par une grande arcade de boutique voûtée en anse de panier et, à droite, par une arcade de boutique et une petite porte. Les trois étages sont décroissants et séparés par des cordons de brique. Les fenêtres sont mises en valeur par un chambranle mouluré et sont surmontées d'une fine corniche moulurée. Celles du 1er étage ont des balconnets en pierre qui portent des garde-corps en fer forgé[18].

- no  22 : immeuble. 
L'immeuble, de style néoclassique, est caractéristique de la première moitié du XIXe siècle. Le 1er étage est particulièrement soigné : les hautes fenêtres ont un chambranle mouluré, des appuis en pierre sculptés, sont surmontées d'une frise en terre cuite et d'une corniche, et ont des garde-corps en fonte[19].

### Kiosque
Le kiosque est construit en 1931, sur les plans de Jean Montariol. En 2014, il est voué à la démolition, mais finalement sauvé et rénové en 2018, dans le cadre des travaux d'aménagement de la place du Salin. Il est représentatif du style Art déco que développe l'architecte à cette époque. Il est bâti en béton armé, mais revêtu d'un enduit clair imitant la pierre. Il a six faces, percées de larges ouvertures. Un décor en mosaïque de grès de couleur permet d'animer les élévations : il prend place sous l'appui des ouvertures et dans les bandeaux qui les lient. Le kiosque est enfin surmonté d'une large toiture débordante qui protège les clients des intempéries,. En

### Œuvres publiques
- Monument à Cujas[21]. 
La statue de Jacques Cujas, juriste et humaniste toulousain, réalisée en 1837 par le Parisien Achille Valois, est érigée en 1850 sur la place de la Viguerie (partie sud de l'actuelle place du Salin), face à la Cour d'appel. Jacques Cujas est représenté en robe, un livre ouvert à la main, un pied posé sur un autre livre. Le piédestal en pierre porte une simple dédicace en latin, « Jacobo Cujacio Tolosano »(« Au Toulousain Jacques Cujas ». En 1828, la municipalité avait commandé à Valois une statue en l'honneur de la campagne d'Espagne, qui devait être érigée sur la place d'Angoulême (actuelle place Wilson), mais le changement de régime en 1830 interrompit les travaux et on lui commanda en 1832 une statue de Clémence Isaure pour la place de l'Hôtel-de-Ville (actuelle place du Capitole). Finalement, c'est une statue de Cujas qui fut demandée au sculpteur en 1834, pour la somme de 20 000 francs[22]. Le monument a été déplacé lors de dégagement de la place du Salin. En 1942, sous le régime de Vichy, la statue est envoyée à la fonte dans le programme de mobilisation des métaux non ferreux. Elle est cependant moulée par Henri Giscard durant la nuit précédant sa destruction. D'après ce moulage, les ateliers de restauration de la Ville coulent une réplique de la statue en résine bronze en 1990. Il est prévu de la tourner à nouveau face au Palais de justice à la suite des travaux de réaménagement commencés en mars 2018[9].

- Plaque commémorative en mémoire « Aux penseurs précurseurs des Lumières, victimes de l'obscurantisme, qui ont étudié ou enseigné à Toulouse » est placée en 2007 sur le lieu de l'exécution de Giulio Cesare Vanini en 1616. En outre, Étienne Dolet, brulé à Paris en 1546, Michel Servet, brûlé à Genève en 1553, et Giordano Bruno, brûlé à Rome en 1600 sont honorés ; ils ont tous étudié ou enseigné à Toulouse.

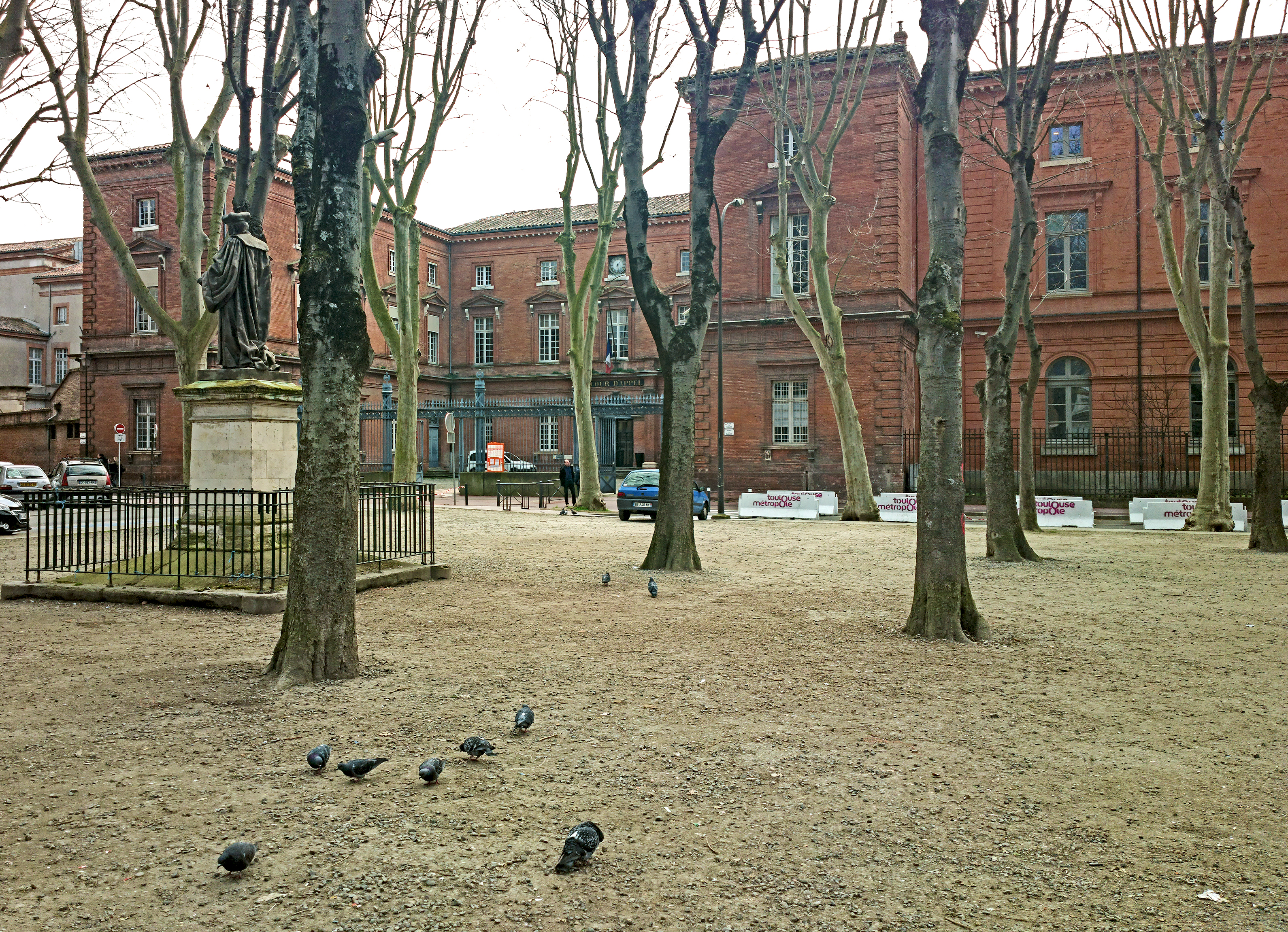
La façade de la Cour d'appel.
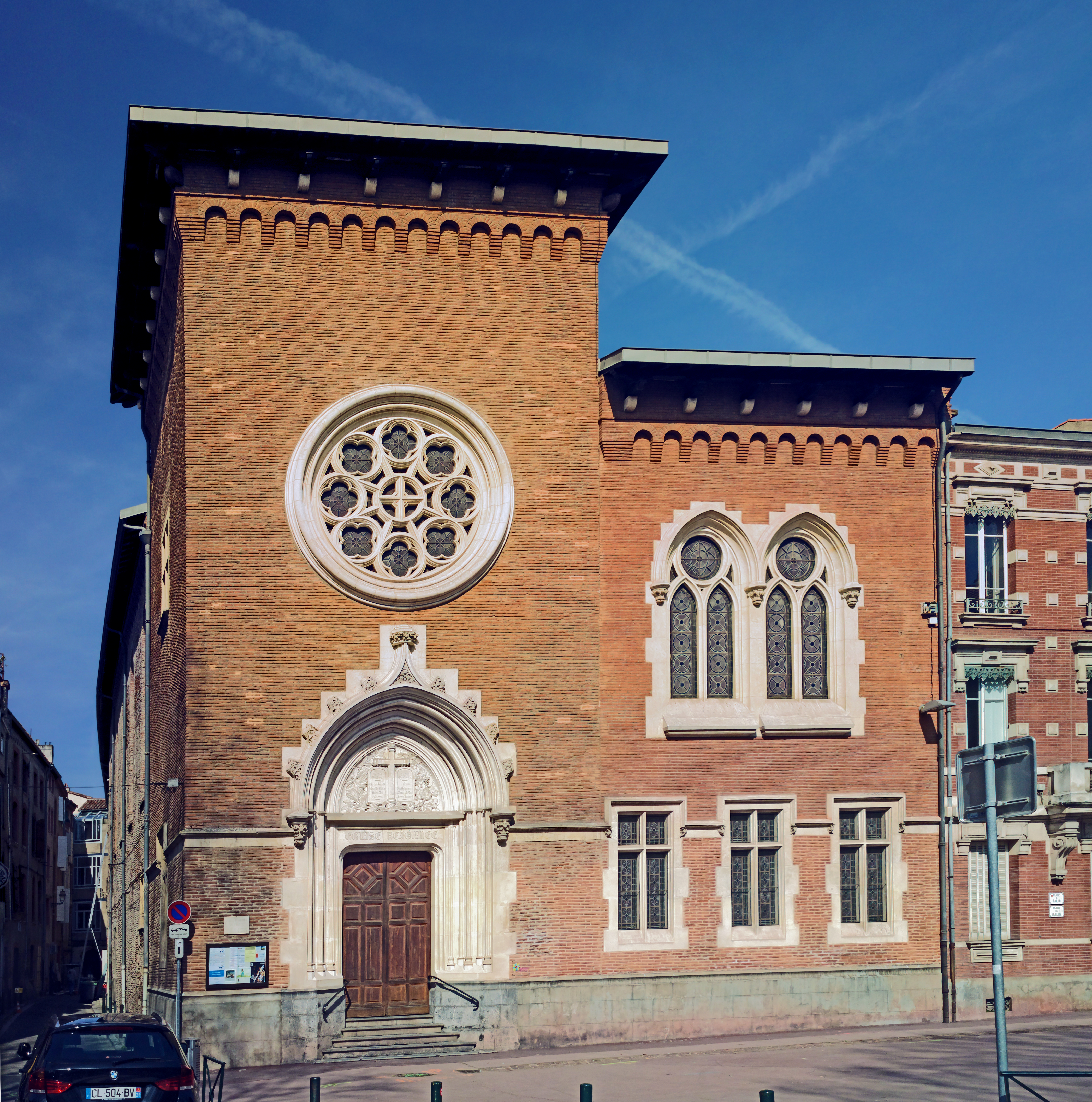
La façade du temple protestant du Salin.
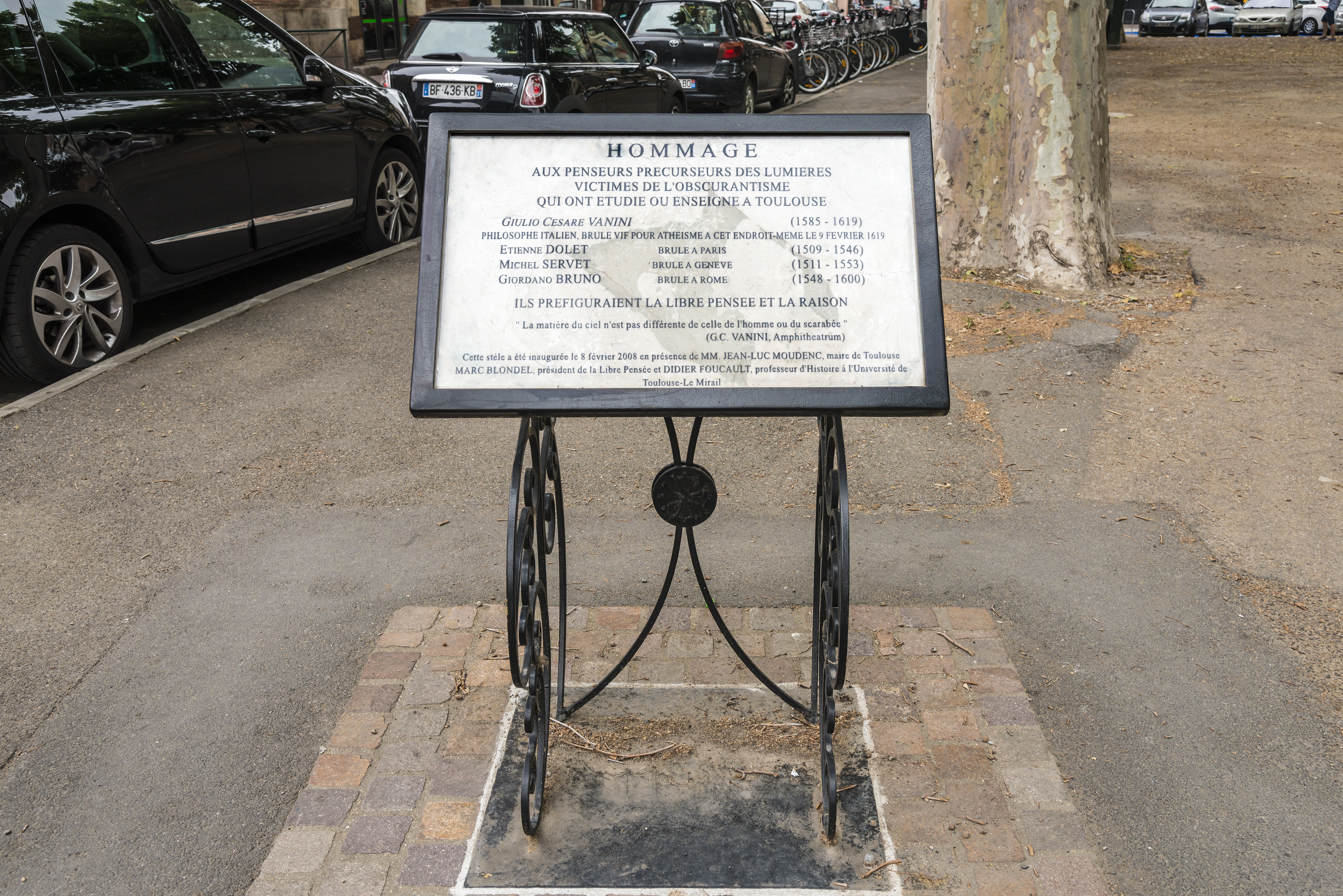
Plaque commémorative en hommage à Giulio Cesare Vanini.

## Personnalités
- Eugénie de Guérin (1805-1848) et Maurice de Guérin (1810-1839) : écrivains et poètes, ils vécurent dans l'immeuble du no 19.

## Marchés
Un marché à l'ail s'y déroule tous les 24 août, jour du massacre de la Saint-Barthélemy, depuis 1896. Des marchés de petits producteurs s'y déroulent aussi, les mardis, vendredis et samedis, ainsi qu'un marché aux livres les vendredis.

#### Ouvrages généraux
- Jules Chalande, « Histoire des rues de Toulouse », Mémoires de l'Académie des Sciences et Belles-Lettres de Toulouse, 11e série, tome IV, Toulouse, 1916, p. 170-180.
- Pierre Salies, Dictionnaire des rues de Toulouse, 2 vol., Toulouse, éd. Milan, 1989  (ISBN 978-2-8672-6354-5).

#### Ouvrages spécialisés
- Gilles Bernad, Guy Jungblut et Armand Monna, Toulouse, métamorphoses du siècle, Portet-sur-Garonne, Éditions Empreintes, 2001, 133 p. (ISBN 2-913319-13-0)
- Rémi Papillault (dir.), Laura Girard et Jean-Loup Marfaing, Guide d'architecture du XXe siècle en Midi toulousain, coll. « Architectures », Presses universitaires du Mirail, Toulouse, 2016  (ISBN 978-2-8107-0469-9).
- Marie-Laure de Capella, Les maîtres bâtisseurs toulousains, tome 3, Jean Montariol, éd. Terrefort, Toulouse, 2008  (ISBN 978-2-9110-7539-1).
- Marcella Leopizzi, Les sources documentaires du courant libertin français. Giulio Cesare Vanini, Schena Editore et Presses de l'université de Paris-Sorbonne, 2004  (ISBN 978-8882294472).